# Galunggung
Le Galunggung, en indonésien Gunung Galunggung, est un volcan d'Indonésie situé dans l'ouest de Java. Deux de ses éruptions sont notables, celle de 1822 par son nombre de victimes s'élevant à 4 011 morts et celle de 1982 qui provoque l'arrêt des réacteurs de deux avions de ligne qui réussissent néanmoins à les redémarrer, évitant ainsi un crash.

## Toponymie
Le Galunggung est appelé Gunung Galunggung en indonésien. Il était anciennement orthographié Galoenggoeng ou Galoen-gong.

## Géographie
Le Galunggung est situé en Indonésie, dans l'Ouest de l'île de Java, au sud-ouest de Bandung. Il est entouré par le mont Telaga Bodas au nord, la ville de Tasikmalaya au sud-est et celle de Garut à l'ouest. Administrativement, il se trouve dans le kabupaten de Tasikmalaya et la kota de Tasikmalaya[réf. nécessaire] de la province de Java occidental.
Il s'agit d'un stratovolcan éventré par une caldeira en forme de fer à cheval ouverte en direction du sud-est,. Le rebord nord-ouest de cette caldeira constitue le point culminant de la montagne avec 2 168,, ou 2 240 mètres d'altitude. Dans le prolongement de la caldeira, des hummocks formant les « dix mille collines de Tasikmalaya » sont constitués des débris de l'avalanche qui a formé cette dépression,. Le fond de la caldeira est occupé par un cratère de 600 mètres de diamètre pour 300 mètres de profondeur partiellement occupé par un lac et par un cône de cendre de 200 mètres de diamètre pour 75 mètres de hauteur. Les pentes du volcan sont densément boisées à l'exception de l'intérieur de la caldeira.

## Histoire

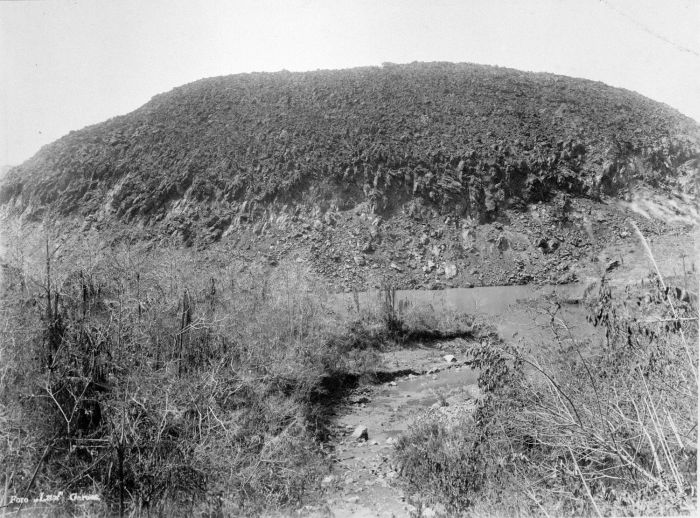
Vue du dôme de lave du Gunung Jadi dans la caldeira du Galunggung dans la première moitié du XXe siècle.

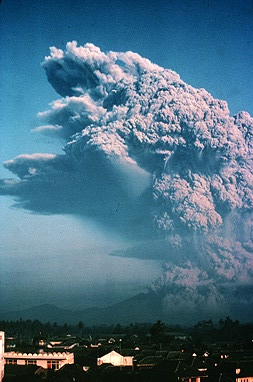
Vue d'un panache volcanique rejeté par le Galunggung en 1982.

Vers 2200 av. J.-C., une éruption du Galunggung est marquée par une explosion d'indice d'explosivité volcanique de 5 qui se traduit par une avalanche de débris formant la caldeira actuelle,. Cette caldeira constituera le siège des éruptions suivantes du volcan dont les effets seront canalisés par ses parois. L'éruption suivante, la première observée par les Européens, se produit du 8 octobre à la fin 1822 avec des conséquences dramatiques puisque des nuées ardentes parcourant jusqu'à dix kilomètres et des lahars font 4 011 morts, et détruisent 115 villages,. Là aussi, une explosion d'indice d'explosivité de 5 se produit, accompagnée de la croissance de dômes de lave successifs qui donnent naissance à des nuées ardentes et des lahars,. Cette éruption produira un peu moins d'un kilomètre cube de téphra. L'éruption du 17 octobre à décembre 1894 est moins puissante avec un indice d'explosivité volcanique de 3 mais les nuées ardentes et les lahars qu'elle émet provoquent néanmoins des dégâts,. Le volume de téphra rejetés est de 22 millions de m3. Du 17 au 30 juillet 1918, le Gunung Jadi, un dôme de lave d'un million de m3, se met en place dans la caldeira. Cette éruption d'indice d'explosivité volcanique de 1 ne fait aucun dégât et n'est accompagnée d'aucune nuée ardente ou autre phénomène destructeur.
En revanche, cette éruption aura des conséquences lors de la suivante du 5 avril 1982 au 8 janvier 1983 puisque c'est ce dôme de lave qui explosera,,. Pendant tout le mois de mai, des explosions se produisent en formant des nuées ardentes de 4,7 kilomètres de longueur, des lahars qui progressent jusqu'à onze kilomètres et des panaches volcaniques s'élevant jusqu'à deux kilomètres d'altitude. Début juin, une explosion plus puissante que les précédentes détruit 90 % du dôme de lave et projette des cendres jusqu'à 16 kilomètres d'altitude. Ces dernières retombent en abondance jusqu'à dix kilomètres en direction de l'ouest, formant une couche atteignant 18 centimètres ce qui provoque l'effondrement de centaines de toits, tandis que d'autres voyagent jusqu'à Sydney, en Australie. À la place de l'ancien dôme de lave, un cône de cendre se construit dans le nouveau cratère. À partir de septembre, les explosions se font moins fréquentes et moins puissantes jusqu'à cesser au tout début de l'année 1983.
Cette éruption d'indice d'explosivité volcanique de 4 produira un volume total de téphra dépassant les 370 millions de m3. Les évacuations concernent environ 62 000 personnes en raison des risques liés aux nuées ardentes, ce qui limite le nombre de morts à 68 personnes. En revanche, les dégâts matériels sont lourds avec la destruction de 22 villages et un coût de quinze millions de dollars. Cette éruption a aussi des conséquences inattendues puisque deux avions se sont retrouvés en difficulté à cause des cendres volcaniques rejetées par le volcan jusqu'à 24 kilomètres d'altitude. Ainsi, le Boeing 747 du vol 9 British Airways qui transporte 263 passagers de Kuala Lumpur en Malaisie à Perth en Australie voit ses quatre réacteurs s'arrêter dans la nuit du 24 juin. Les réacteurs n'ont pu être redémarrés qu'après seize minutes durant lesquelles l'avion a perdu 7 500 mètres à partir de son altitude initiale de 11 500 mètres. Par mesure de sécurité, l'appareil s'est posé en urgence à l'aéroport international de Jakarta. Un mois plus tard, un Boeing 747 de Singapore Airlines avec 230 passagers à bord traverse lui aussi par inadvertance et de nuit un panache volcanique du Galunggung. Trois des quatre réacteurs s'arrêtent puis redémarrent après que l'avion a perdu 2 400 mètres d'altitude.
L'éruption suivante du Galunggung, de nature phréatique et d'indice d'explosivité volcanique de 1, se déroule du 9 au 31 janvier 1984 dans le cratère formé au cours de la précédente éruption,.